# Museu de Arte, Arquitetura e Tecnologia

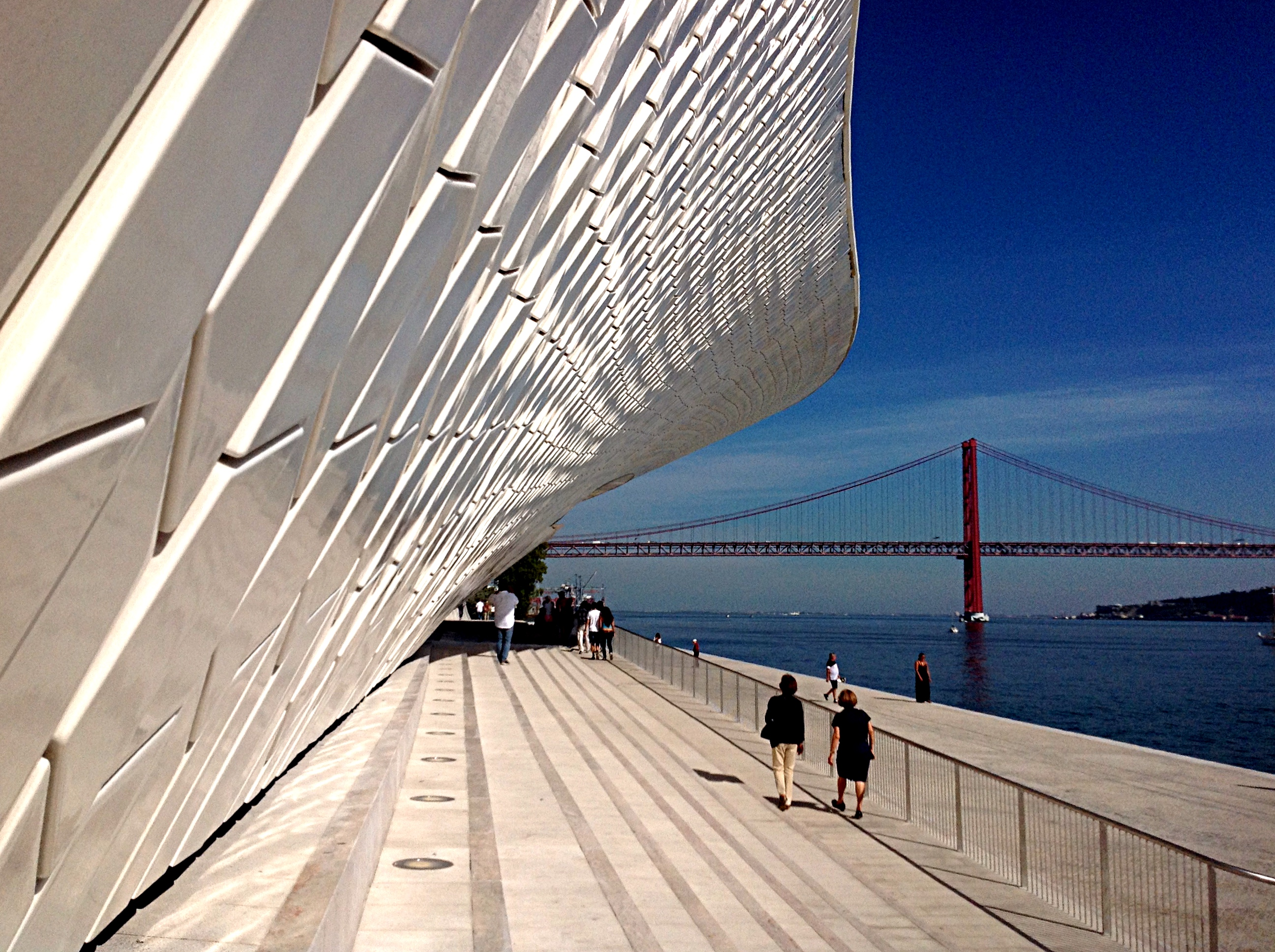
El Museo de Arte, Arquitectura y Tecnología (MAAT) en Lisboa

El Museu de Arte, Arquitetura e Tecnologia (MAAT) es un museo en Lisboa. Inaugurado en noviembre de 2016, se encuentra directamente a orillas del río Tajo, junto al complejo Industrial y el Museo de Electricidad, situado en la antigua fábrica de vapor Central Tejo, en la freguesia de Belém. En 2017 recibió unos 375 000 visitantes.

## Concepto
Como nuevo centro cultural en Lisboa, MAAT aspira a dar espacio para el descubrimiento, el pensamiento crítico y el diálogo internacional en la interfaz entre las disciplinas del arte contemporáneo, la arquitectura y la tecnología. En este sentido, presenta exposiciones nacionales e internacionales para artistas contemporáneos, arquitectos y pensadores de todos los grupos destinatarios y de edad. En particular, las exhibiciones estarán pobladas con muestras de la colección de arte de la Fundación EDP, especializada en el arte portugués moderno. 

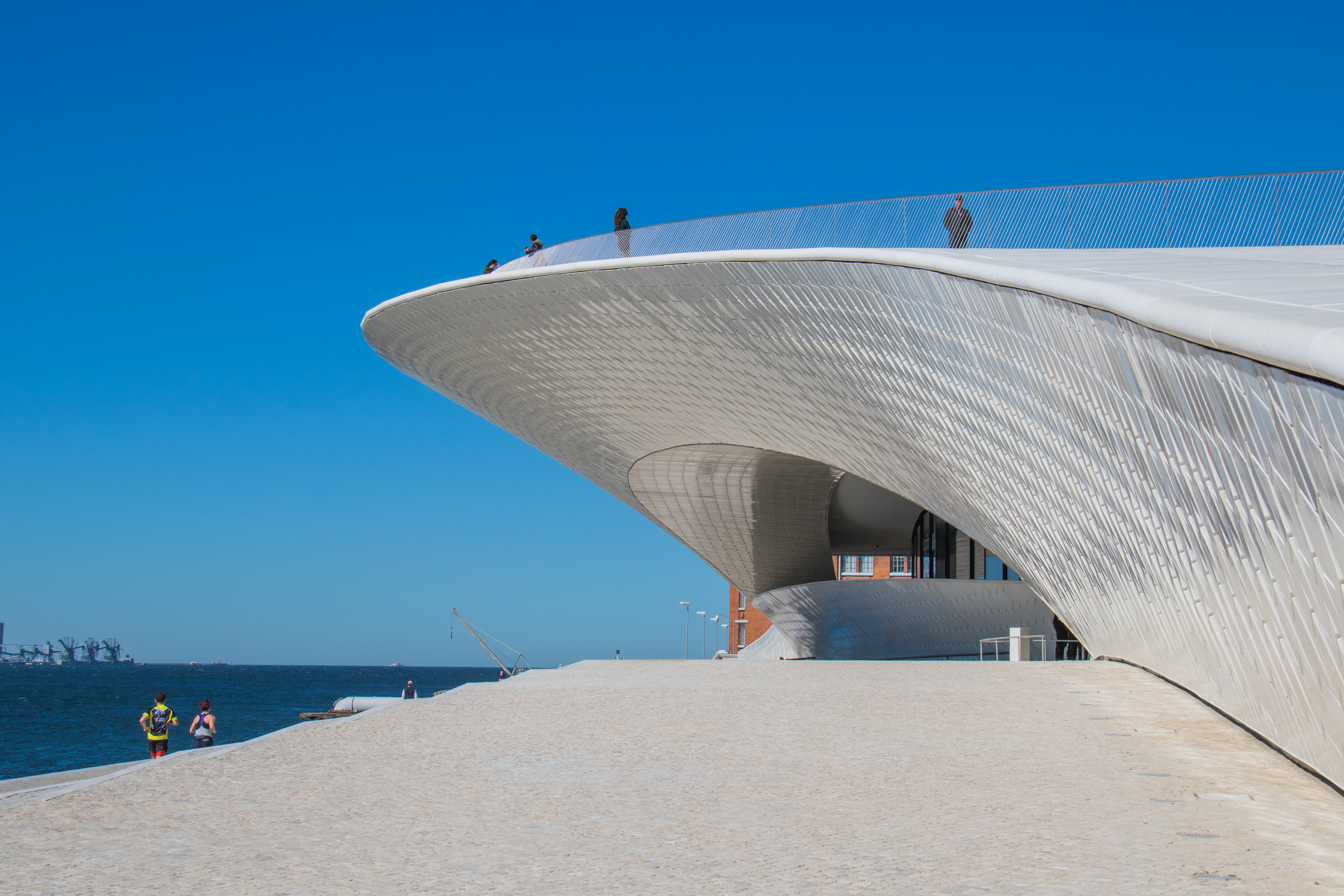
Se puede pasear por su cubierta en forma de ola.

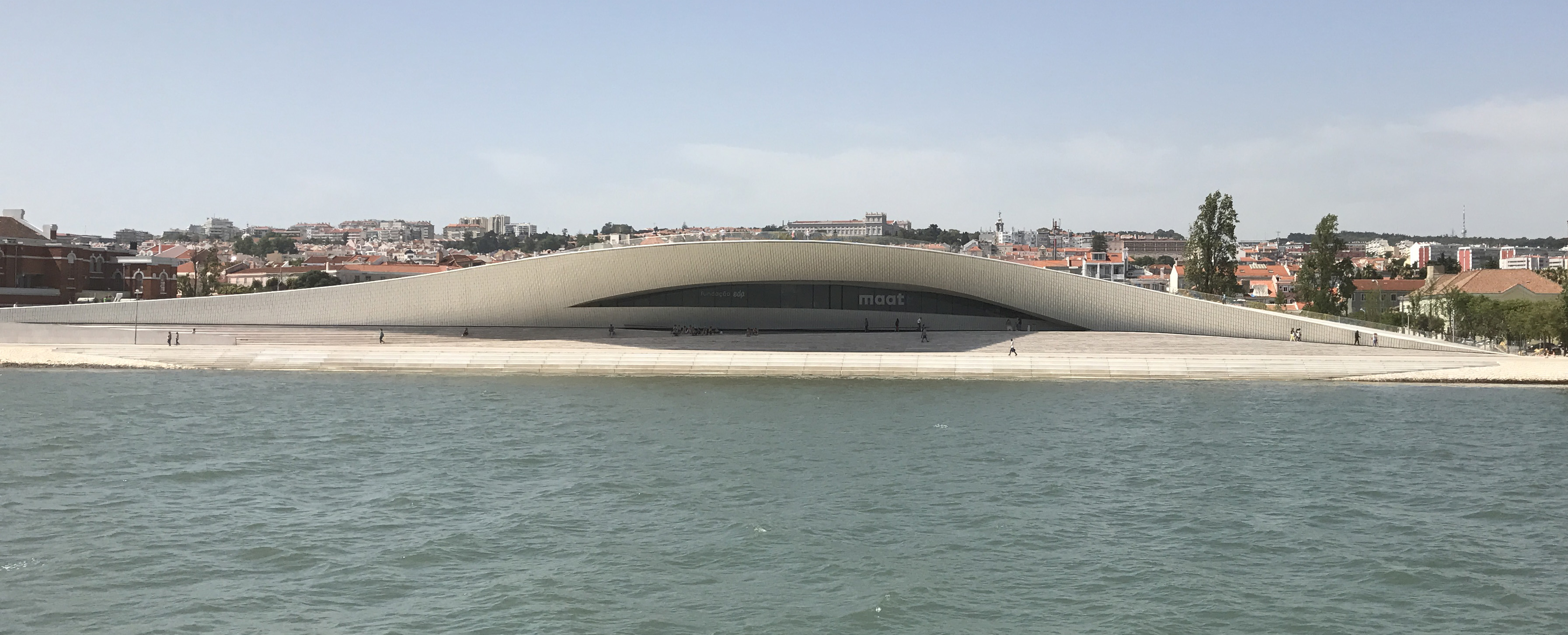
Vista desde el río

## Génesis y arquitectura
El propietario del proyecto y propietario de MAAT es la Fundación EDP, que pertenece a la antigua empresa estatal portuguesa Energias de Portugal. El MAAT, diseñado por la arquitecta británica Amanda Levete, se completó en marzo de 2017, pero se abrió provisionalmente el 5 de octubre de 2016. La fachada curva, alargada y ovalada se compone de un mosaico, parcialmente tridimensional, de 14.936 piezas de un blanco brillante, que reacciona con los cambios de luz y los reflejos del agua. El área central destaca por un enorme voladizo con estructura de acero.
El edificio emblemático es un guiño a la historia del país: la construcción ondulada en la desembocadura del Tajo que recuerda a la navegación. El techo del elegante edificio parte del suelo y se eleva en una suave pendiente accesible para todos hasta los 14 metros de altura y con 120 metros de largo. Desde él se pueden apreciar vistas tanto del río Tajo como de la ciudad. El proyecto abarca aproximadamente 3000 metros cuadrados de espacio de exposición y 7000 metros cuadrados de espacio público. Con este museo de 20 millones de euros, se cumple el objetivo de la Fundación EDP, de revitalizar el histórico Barrio de Belém.
Con su baja altura de solo 12 metros, el MAAT mantiene un enfoque prudente en el contexto del distrito de Belém sin tapar sus edificios históricos. Además, el moderno edificio está conectado con la antigua central de vapor Central Tejo, convertida en museo Museo, mediante un corredor diseñado por el arquitecto libanés Vladimir Djurovic. 

## Exposiciones
En octubre de 2016, se inauguró el MAAT con una instalación de la artista conceptual francesa Dominique Gonzalez-Foerster, y la exposición principal La forma de la forma en la Trienal de Arquitectura de Lisboa 2016 se exhibió en el MAAT.
El director de un museo es Pedro Gadanho, antiguo curador-arquitecto del Museo de Arte Moderno (MoMA). Su curadora es Inês Grosso.